# Szmaragdzik złotosterny
Szmaragdzik złotosterny, złotogonek, szafirek modrolicy (Chrysuronia oenone) – gatunek małego ptaka z rodziny kolibrowatych (Trochilidae). Występuje w tropikalnych lasach deszczowych Ameryki Południowej. Nie jest zagrożony wyginięciem.

## Taksonomia
Po raz pierwszy gatunek opisał w 1832 roku René Lesson w swym dziele Histoire Naturelle des Colibris, nadając mu nazwę Ornismya oenone. Holotyp według autora pochodził z Trynidadu, choć prawdopodobnie zebrano go w północno-wschodniej Wenezueli. Osiemnaście lat później (1850) Karol Lucjan Bonaparte w pracy Conspectus generum avium umieścił ten gatunek w nowo stworzonym rodzaju Chrysuronia, w którym klasyfikowany jest do dziś, choć niekiedy umieszczano go w rodzaju Amazilia.
Nazwa rodzajowa Chrysuronia pochodzi z greckiego χρυσος khrusos „złoto”; ουρα oura „ogon” i została zaadaptowana również do polskiej nazwy zwyczajowej tego gatunku. Epitet gatunkowy pochodzi natomiast od zlatynizowanej wersji imienia nimfy Ojnone, gr. Οἰνώνη, Oinṓnē, które z kolei pochodzi od słowa οἶνος, oînos – „wino”.

### Podgatunki
Międzynarodowy Komitet Ornitologiczny (IOC) wyróżnia następujące podgatunki:
- C. o. oenone (Lesson, 1832) – szmaragdzik złotosterny[2] – podgatunek nominatywny
- C. o. josephinae (Bourcier & Mulsant, 1848) – szmaragdzik zielonogardły[2]

Proponowany podgatunek C. o. alleni (Elliot, 1888), opisany z północnej Boliwii, został przez IOC zsynonimizowany z C. o. josephinae, ale niektórzy autorzy nadal ten podgatunek uznają. Opisano też kilka innych, nieuznawanych obecnie podgatunków: longirostris, azurea, peruviana i intermedia.

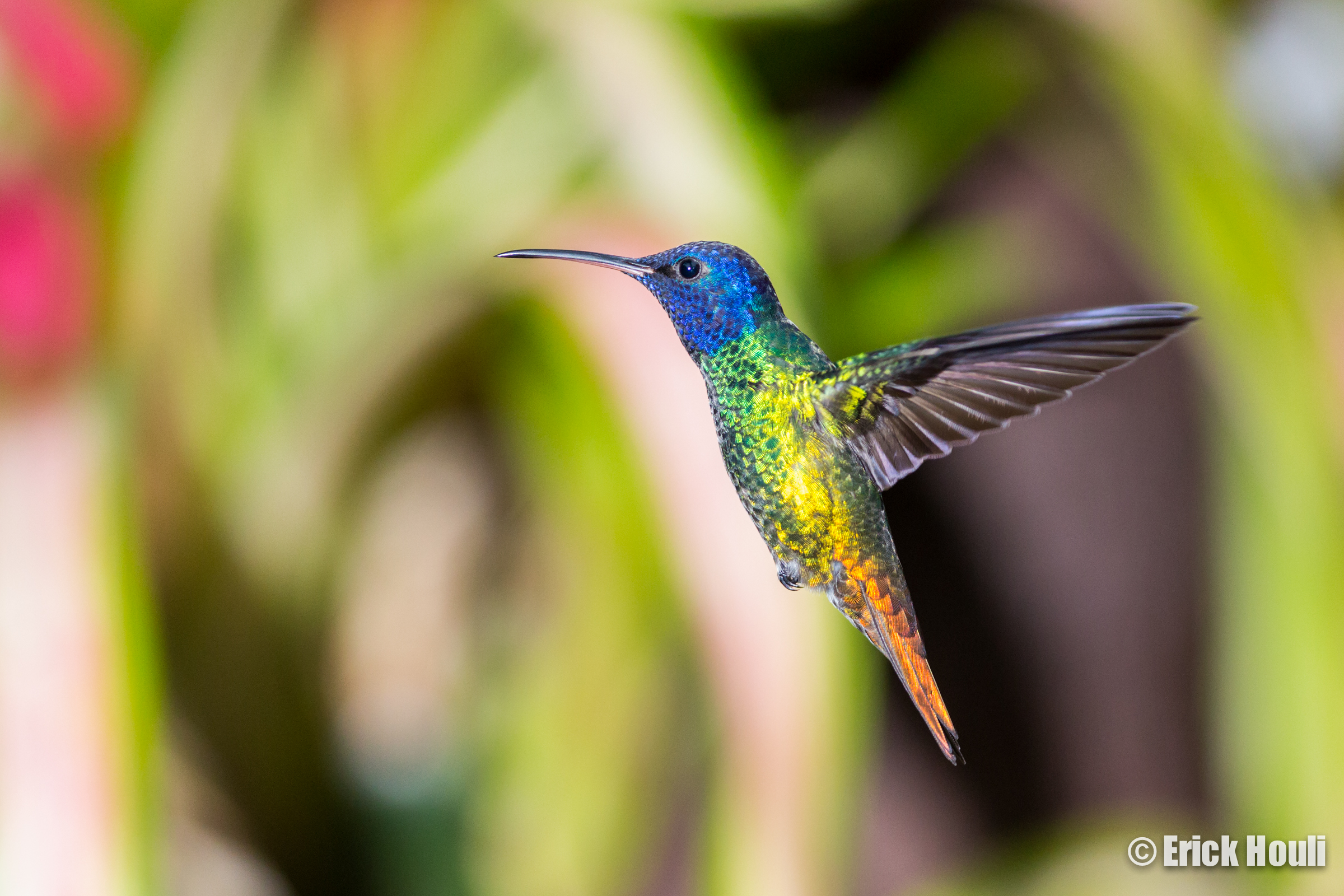
Samiec w locie

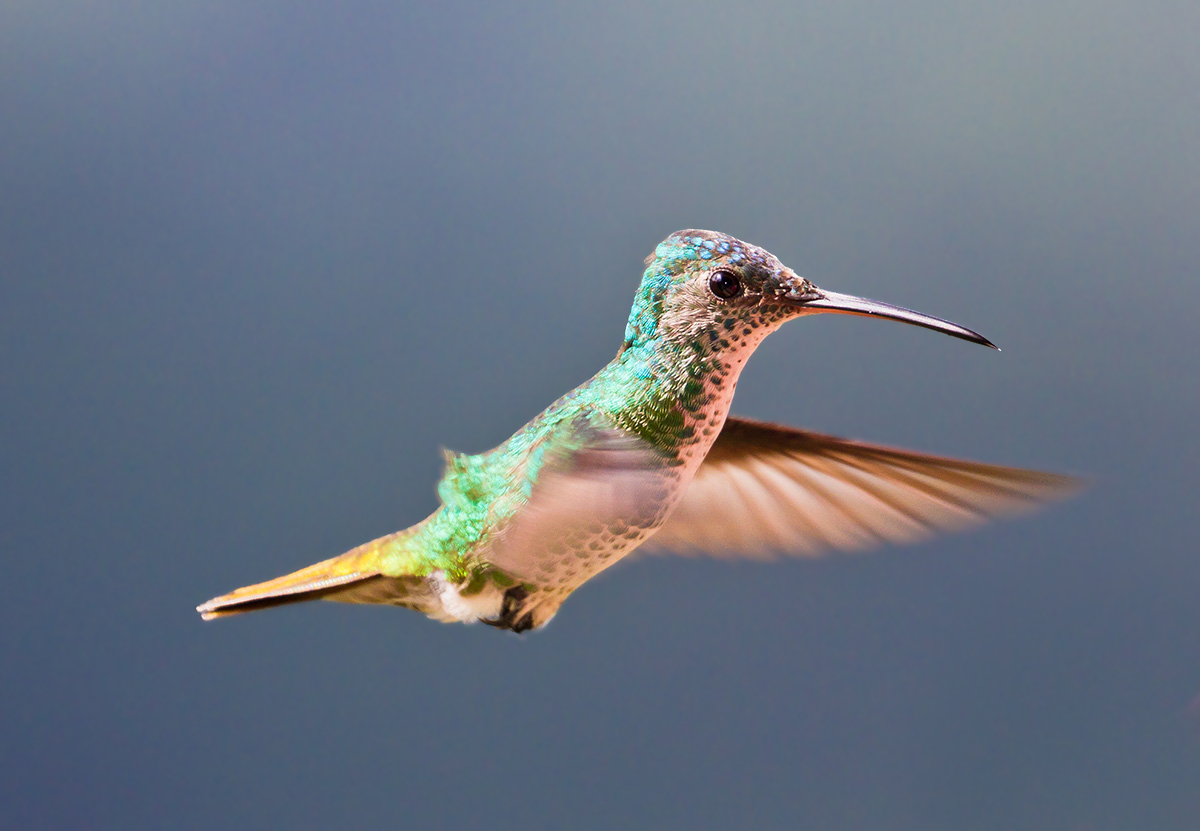
Samica w locie

## Zasięg występowania
Występuje na rozległych obszarach Ameryki Południowej od północnych i północno-zachodnich, podgórskich obszarów Wenezueli, dalej na południe wzdłuż wschodnich stoków Andów: w środkowej Kolumbii, wschodnim Ekwadorze, wschodnim i centralnym Peru oraz graniczących z Peru zachodnich krańcach Brazylii, aż po środkową Boliwię. Choć jako miejsce typowe został podany Trynidad, a w niektórych źródłach wyspa ta nadal podawana jest jako miejsce występowania tego gatunku, to od 1900 roku złotogonek nie był wspominany w żadnej publikacji dotyczącej ptaków Trynidadu, nie jest też wymieniany na oficjalnej liście ptaków Trynidadu i Tobago.
Zasięg występowania poszczególnych podgatunków:
- C. o. oenone – występuje w Wenezueli, Kolumbii, Ekwadorze, Peru i przyległym obszarze skrajnie zachodniej Brazylii.
- C. o. josephinae – występuje w południowej części zasięgu: w większości wschodniej części Peru oraz w północnej Boliwii.

## Morfologia
Długość ciała wynosi ok. 10 cm, masa średnio 5,3 grama u samców i 4,8 grama u samic. W upierzeniu występuje dymorfizm płciowy, choć obydwie płcie mają podobny układ barw. Samce mają żywsze kolory, opalizujące całą gamą barw – od granatowej na głowie (u podgatunku C. o. josephinae nawet fioletowej), przez błękitną na karku i grzbiecie, zieloną u nasady skrzydeł i na piersi po żółtą na brzuchu i bliżej ogona, gdzie barwa przechodzi w złotoczerwoną. Sterówki ogona opalizująco miedziane, lotki mniej błyszczące, szaro-fioletowe. U samicy kolory z wierzchniej strony ciała występują podobnie, choć są bledsze, natomiast brak kolorów od strony brzusznej, gdzie dominuje matowa biel zakłócana od boków obszarem zielonych plamek. Skrzydła szare, matowe, na głowie brak fioletowo-granatowych piór. Dziób długi i dość prosty, tylko delikatnie zakrzywiony ku dołowi, u obu płci ciemny, górna część czarna, dolna lekko czerwonawa. Nogi krótkie i czarne.

## Ekologia i zachowanie
Choć pierwotnym środowiskiem występowania szmaragdzików złotosternych są tropikalne lasy deszczowe, spotykany jest również na plantacjach kawy czy kakao, w ogrodach czy nawet miastach, jeśli tylko znajdzie tam odpowiednie źródła pokarmu. Chętnie korzysta z karmników dla kolibrów, w wielu miejscach jest ich najpospolitszym bywalcem. Zasięg jego występowania jest mocno skorelowany z geograficznym ułożeniem Andów – najchętniej zasiedla obszary u stóp gór lub na niższych ich stokach, by w czasie sezonu lęgowego przenosić się w nieco wyżej położone obszary. Notowany zazwyczaj do ok. 1600 m n.p.m.; w Wenezueli do 1500, w Peru do 1700 m n.p.m. Lęgi odbywa w różnym czasie w zależności od regionu i rozkładu pory suchej/deszczowej. Samce są mocno terytorialne, bronią swoich ulubionych żerowisk przed innymi kolibrami.

### Pożywienie
Dietę stanowi nektar kwiatów różnego rodzaju roślin, które znajduje zarówno przy ziemi, jak i w koronach drzew. Wśród preferowanych gatunków roślin znajdują się drzewa i krzewy z rodzaju Palicourea, a w porze suchej Erythrina. Dietę uzupełniają owady, które aktywnie łapie w locie.

## Status
IUCN uznaje szmaragdzika złotosternego za gatunek najmniejszej troski (LC, Least Concern) nieprzerwanie od 1988 roku (stan w 2024). Bardzo rozległy zasięg występowania, dość duża liczebność i adaptacja gatunku do życia także na terenach przekształconych przez człowieka powodują, że złotogonek nie został zaliczony do zagrożonych gatunków, a liczebność populacji uznaje się za prawdopodobnie stabilną.